# Kerguelen Facula
Pour les articles homonymes, voir Kerguelen.
Kerguelen Facula est une zone brillante sur Titan, satellite naturel de Saturne.

## Caractéristiques
Kerguelen Facula est centrée sur 5,4° de latitude sud et 151° de longitude ouest, et mesure 135 km dans sa plus grande dimension.

## Observation
Kerguelen Facula a été découverte par les images transmises par la sonde Cassini.
Elle a reçu le nom des îles Kerguelen, archipel de l'océan Indien.